# Вільям'єль
Вільям'єль (ісп. Villamiel) — муніципалітет в Іспанії, у складі автономної спільноти Естремадура, у провінції Касерес. Населення — 680 осіб (2010).
Муніципалітет розташований на відстані близько 260 км на захід від Мадрида, 85 км на північний захід від Касереса.
На території муніципалітету розташовані такі населені пункти: (дані про населення за 2010 рік)
- Тревехо: 24 особи
- Вільям'єль: 656 осіб

## Демографія
Динаміка населення (INE ):